# Угарриса, Адриан
Адриан Мартин Угарриса Тельо (исп. Adrián Martín Ugarriza Tello; род. 1 января 1997, Лима, Перу) — перуанский футболист, полузащитник клуба «Сьенсиано».

## Клубная карьера
Угарриса начал профессиональную карьеру в клубе «Универсидад Сан-Мартин». В 2014 году он был включён в заявку основы. 7 июня в матче против «Универсидад Сесар Вальехо» Адриан дебютировал в перуанской Примере, заменив во втором тайме Сантьяго Сильву. 13 августа в поединке против «Аякучо» Угарриса забил свой первый гол за «Универсидад Сан-Мартин».
В начале 2016 года Угарриса перешёл в «Университарио». 24 апреля в матче против «Сесар Вальехо» он дебютировал за новую команду. 13 августа в поединке против «Аякучо» Адриан забил свой первый гол за «Университарио».
В августе 2017 года Угарриса перешёл в «Реал Гарсиласо».
В январе 2018 года Угарриса подписал однолетний контракт с «Кахамаркой».
В январе 2019 года Угарриса подписал однолетний контракт с «Альянса Лима».
24 февраля 2020 года Угарриса подписал контракт с клубом Канадской премьер-лиги «Йорк 9». Однако, из-за пандемии COVID-19 он не смог приехать в Канаду, и 6 июля его контракт с клубом был расторгнут по взаимному согласию сторон.
В июле 2020 года Угарриса подписал контракт с «Сьенсиано».

## Международная карьера
В 2013 году в составе юношеской сборной Перу Угарриса принял участие в юношеском чемпионате Южной Америки в Аргентине. На турнире он сыграл в матчах против команд Боливии, Чили, Аргентины, Парагвая, Венесуэлы, а также дважды Уругвая и Бразилии.
В 2015 году в составе молодёжной сборной Перу Угарриса принял участие молодёжном чемпионате Южной Америки в Уругвае. На турнире он сыграл в матчах против команд Эквадора, Парагвая, Уругвая, Колумбии, Бразилии и Аргентины. В поединках против уругвайцев и парагвайцев Адриан забил два гола.
В 2017 года Угарриса во второй раз принял участие в молодёжном чемпионате Южной Америки в Эквадоре. На турнире он сыграл в матчах против команд Аргентины, Боливии, Венесуэлы и Уругвая.